# Pravasztatin
A pravasztatin a koleszterin bioszintézis első, sebesség-korlátozó (rate-limiting) reakcióját katalizáló 3-hidroxi-3-metil-glutaril-koenzim-A (HMG-CoA) reduktáz enzim aktivitását gátolja. Kétféle módon csökkenti a lipidszintet. Először, kismértékben csökkenti a sejtek intracelluláris koleszterin-készletét és ezáltal fokozza az LDL-receptorok sejtfelszíni expresszióját. Ennek következtében fokozódik a keringő LDL-koleszterin részecskék receptor-mediált lebontása és clearance-e. Másodszor, a pravasztatin gátolja a májban a VLDL-koleszterin (LDL-koleszterin prekurzor) szintézisét és ezáltal csökkenti az LDL-koleszterin képződést. Mindezek következtében csökken az össz-koleszterin, az LDL- és a VLDL-koleszterin, valamint az apolipoprotein B és a triglicerid koncentráció – ill. ezzel párhuzamosan emelkedik a HDL-koleszterin és az apolipoprotein A szint. A többi HMG-CoA reduktáz gátlóval ellentétben a pravasztatin más szövetek (például szemlencse, mellékvese) koleszterin szintézisére kifejtett hatása elenyésző. Az in vitro kísérletek megállapítása szerint a pravasztatin bejut a hepatocitákba, más sejtek azonban lényegesen kisebb mennyiségben veszik fel.
Kontrollos klinikai vizsgálatok eredményei alapján atherosclerotikus szív-érrendszeri betegséggel társuló vagy anélküli közepes súlyosságú hyperchlesterinaemiában a pravasztatin lassítja az atherosclerosis progresszióját és csökkenti a cardiovascularis szövődmények (például a fatális és a non-fatális myocardialis infarctus), sőt a halálozás kockázatát.

## Farmakokinetikai tulajdonságok
A szájon át, aktív formában adott pravasztatin rövid idő alatt felszívódik a tápcsatornából, plazmaszintje 1-1,5 óra múlva tetőzik. Bár a tápcsatornában lévő táplálék csökkenti a pravasztatin szisztémás biohasznosulását, a lipidszint-csökkentő hatás erősségét ez nem befolyásolja. A pravasztatin kiterjedt „first-pass” metabolizmuson megy keresztül a májban és hatását is elsősorban ebben a szervben – a koleszterin-szintézis és az LDL-koleszterin elimináció elsődleges helyén – fejti ki. A plazmaszint csupán korlátozott mértékben tükrözi a pravasztatin lipidszintet csökkentő hatékonyságát. A szisztémás keringésbe felszívódott mennyiség kb. 50%-a kötődik plazmafehérjékhez. A pravasztatin eliminációs felezési ideje a plazmában 1,5-2 óra. A szájon át adott dózis kb. 20%-a a vizelettel, 70%-a a széklettel ürül ki a szervezetből. Bár ez a kétféle eliminációs út kölcsönösen kompenzálhatja a másik elégtelenségét, a natív pravasztatin és/vagy metabolitjai vese- vagy májelégtelenségben felhalmozódhatnak a szervezetben. A pravasztatin legfontosabb metabolitjának farmakológiai aktivitása a natív vegyületének tizede-negyvened része.

## Készítmények
- Prastin (Teva)

## Forrás
- Gyógyszerészi kémia. Szerkesztette: Fülöp Ferenc, Noszál Béla, Szász György, Takácsné Novák Krisztina. Budapest: Semmelweis Kiadó. 2010.   390–394. o. ISBN 978 963 9879 56 0